# Eleocharis torticulmis
Eleocharis torticulmis là loài thực vật có hoa trong họ Cói. Loài này được S.G.Sm. mô tả khoa học đầu tiên năm 2001.